# Biomassa (ecologia)

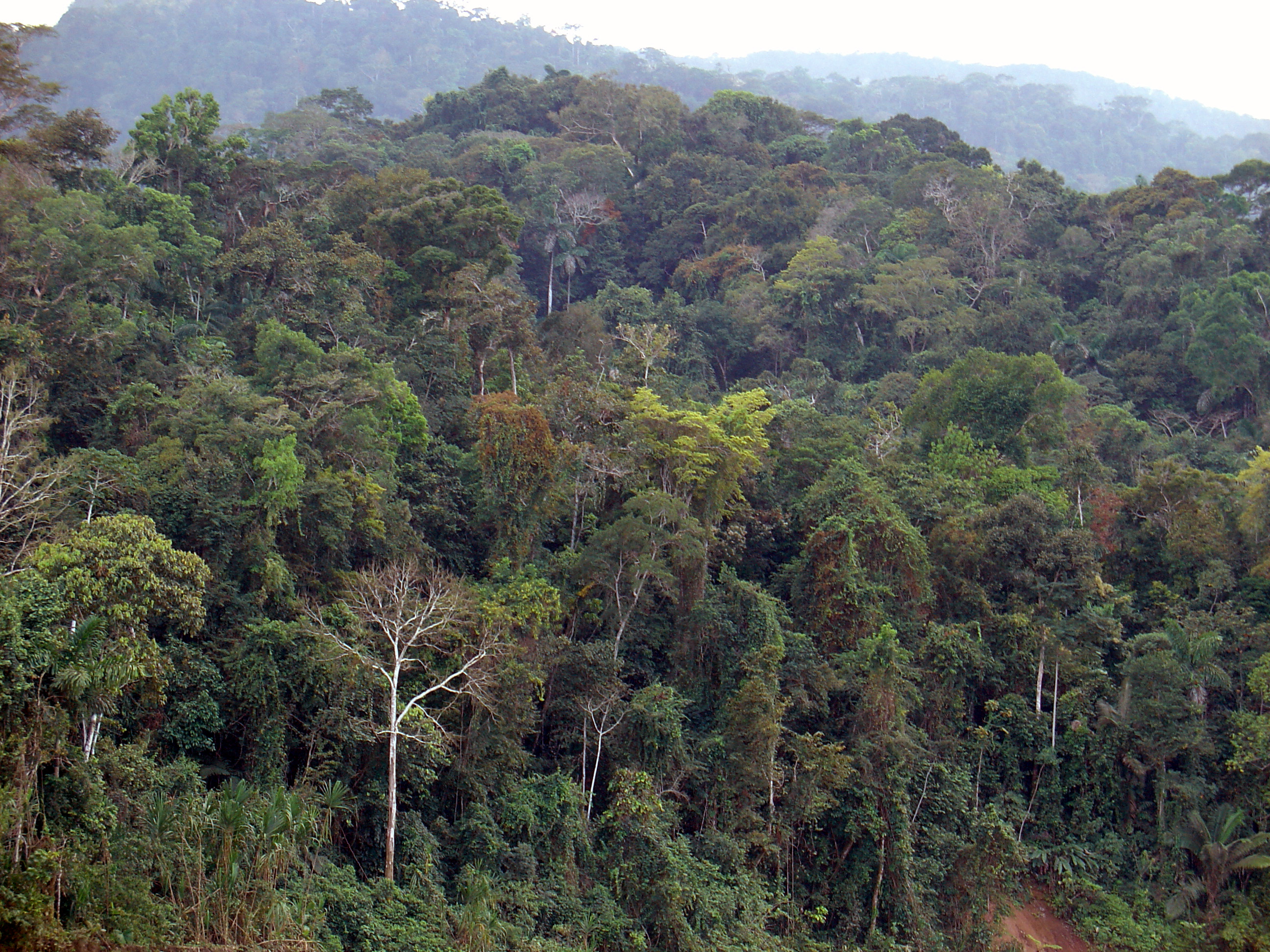
Els boscos i selves tropicals contenen una elevada concentració de biomassa.

La biomassa en l'àmbit de l'ecologia és la quantitat de matèria orgànica que conté un ecosistema o medi determinat. Aquest terme s'ha utilitzat de forma creixent per fer referència a combustibles però el terme s'originà en l'àmbit de l'estudi ecològic dels ecosistemes naturals, per a referir-se a total dels organismes vius existents en una comunitat o en un ecosistema, mesurats com la massa dels mateixos per unitat de volum o superfície.

## Dades clau
- Excloent els bacteris la biomassa total de la Terra s'ha estimat en 560.000 milions de tones de carboni orgànic.[6]
- Més del 95% de la biomassa es troba als continents.[7]
- L'espècie que aporta més biomassa al total del planeta és el krill antàrtic Euphausia superba, base de l'alimentació de diverses espècies de balena.[8]
- Els biòtops amb major productivitat de biomassa per superfície són els pantans, els les boscos tropicals i els esculls de corall.[7]

Un estudi mesurà per primera vegada la biomassa que hi ha a la Terra el 2018. L'estudi trobà les següents dades:
- El total de la biomassa mesura 550 gigatones (Gt) de carboni (C).
- El regne de les plantes conforma el 459 gigatones de C, sent la majoria terrestres.
- El regne animal conforma 2 Gt de C, sent la majoria marins.
- Els bacteris, 70 Gt de C.
- Els arqueus, 7 Gt de C.
- La biomassa terrestre equival al doble de la marina.
- La biomassa marina conté més consumidors que productors.
- La biomassa humana (0,06 Gt de C) és superior a tots els mamífers salvatges combinats.
- La biomassa dels animals baix la indústria de la ramaderia (dominada per la ramaderia bovina i porcina) és de 0,1 Gt de C).
- La biomassa dels ocells domesticats (≈0.005 Gt de C, dominada per pollastres) és quasi tres vegades la dels pardals salvatges (≈0.002 Gt de C).
- Abans de l'extinció de mamífers durant el Quaternari, causada en part per la humanitat, hi havia set vegades més de biomassa de mamífers salvatges.